# Q (album)
Q è il l'ottavo album del gruppo musicale giapponese Mr. Children pubblicato il 27 settembre 2000. L'album è arrivato alla seconda posizione della classifica Oricon ed ha venduto 896 890 copie.

## Tracce
1. Center of universe
2. Sono mukou he ikou
3. Not Found
4. Slow starter
5. Surrender
6. Tsuyogari
7. 12gatsu no Central Park blues
8. Tomo to coffee to uso to ibukuro
9. Road Movie
10. Everything is made from a dream
11. Kuchibue
12. Hallelujah
13. Yasurageru basho